# Guillaume Pley
Guillaume Pley és un conegut presentador de ràdio a Bèlgica, Suïssa i França, i també presentador de televisió a França, nascut el 16 de juliol del 1985 a Sainte-Adresse a Seine-Maritime.
A nivell radiofònic, ha sigut el presentador en lliure antena de forma successiva a NRJ Bèlgica, Fun Radio Bèlgica i Goom Radio. També ha presentat entre el 2011 i el 2018 el programa Guillaume Radio, que recaptà força èxit, convertint-se en líder d'audiències amb una fórmula radiofònic juvenil, força propera a Prohibit als Pares. El programa mateix s'arribà a emetre conjuntament a França, Suïssa, Bèlgica i Andorra.
Quant a televisió, en Guillaume Pley ha estat menys actiu. L'any 2014, així i tot, va presentar la versió francesa de Rising Star, setmanalment per al canal de televisió M6, en companyia de Faustine Bollaert. En aquest mateix canal va copresentar Tout peut arriver amb Jérôme Anthony. Ja dins d'altres programes, va presentar el Top 50 per a M6 i W9. Això sense parlar de les seves cròniques a Touche pas à mon poste ! del canal C8, propietat de Canal +, en el qual, més endavant, aconsegueix presentar el programa Le Repley de la semaine durant ben bé un any.
És força conegut a l'Estat francès pels seus programes radiofònics, entre d'altres, a més de la seva autopromació mitjançant la plataforma de vídeo de Youtube en què hi acostuma a presentar bromes, algunes de les quals considerades vulgars, com ara filmar-se mirant d'aconseguir petons pel carrer.

## Carrera professional
L'any 2016 en Guillaume presta la seva veu al mamut Julian per a la pel·lícula d'animació Ice Age: el gran cataclisme. A partir del mes de setembre del 2016, esdevé col·laborador del programa d'èxit de C8, propietària de Canal +, Touche pas à mon poste !, un programa d'entreteniment i diversió que posa l'accent sobre l'actualitat dels mitjans de comunicació. En el programa serà qui s'encarregarà de la secció Le Top Loose amb imatges delirants provinents d'Internet i de la televisió estrangera. De la secció següent, Le Repley n'acabarà fent un programa. A aquests caldrà afegir On n'as pas que des fanzouzes, Guillaume pley, La folie de Guillaume Pleu. És llavors quan Canal + li concedeix tot un programa a CStar els divendres a la segona part de la nit amb Le Repley des d'on hi col·laboren els més cèlebres companys seus de ràdios, entre d'altres, a més de cineastes, humoristes, cantants, etc. Es pot evocar, per exemple, a la Camille Cert i en Clio Pajczer.
El 2017, per manca d'audiències, pròpies al canal, Le Repley es desprograma però, en canvi, NRJ li concedeix més temps per al seu programa de ràdio, Guillaume Radio 2.0, substituint altre cop els horaris de Cauet i, sobretot, emetent-se a Suïssa, Bèlgica, França i Andorra.
L'abril del 2018 NRJ desprograma el seu xou i s'acaba definitivament el programa després de pràcticament set anys d'estreta col·laboració amb la radiofórmula francesa. L'endemà el programa és substituït per una versió més o menys renovada amb Aymeric Bonney, cèlebre per la seva participació en programes de telerealitat.

## Llibres
- Toi t'es tellement con, Livre de Poche, 2015
- Toi t'es tellement con, le collector, Livre de Poche, 2015

## Polèmiques
L'obertura del seu canal a YouTube ha estat força polèmic per les bromes que s'hi presenten, com ara filmar-se amb desconeguts pel carrer, tot mirant d'aconseguir-ne petons. A banda, la premsa rosa acostuma a publicar notícies que troba sobre les seves relacions personals amb la seva parella.
El 16 d'octubre del 2013, particularment, quan publica el vídeo Comment embrasser une inconnue en 10 secondes !, esclata la polèmica. En efecte, en el vídeo, el cèlebre presentador de ràdio i televisió, decideix marxar pel carrer mirant de trobar noies amb qui poder-se petonejar sense gaire permís, tot fent del vídeo una broma còmica. Però, tanmateix, el vídeo suscita certa indignació, sobretot a la revista de caràcter femení MadmoiZelle.com que, considera el vídeo com a assetjament sexual i banalització del mateix, fent vehicular una imatge degradant per la dona. Segons la revista, "Guillaume pley" és un "agressor amb milions de visualitzacions". · .
Va haver de donar explicacions i va desaconsellar que la gent mirés de fer-ho pel carrer. A les excuses s'hi va voler veure certa incoherència en argumentar que si bé creia que no era probablement una bona broma, finalment la va tirar endavant. No deixa, però, de ser remarcable que altres vídeos de dones mirant de petonejar pel carrer a altres homes sense consentiment, no hagin rebut cap mena de crítica. · .
El 3 d'octubre del 2016, el seu antic programa Guillaume Radio 2.0 és sacsejat pel Consell de l'Audiovisual francès degut a la secció "Jeux des pervers" en què el presentador i col·laboradors truquen a diferents homes amateurs de sexe sense que sàpiguen que són en directe per tenir-hi converses eròtiques, fent-se passar, per exemple, per noies. Segons el Consell de l'Audiovisual, la secció és vulgar i la Llei prohibeix aquesta mena de programes amb contingut sexual abans de les 22h.